# Jean-Étienne Dominique Esquirol

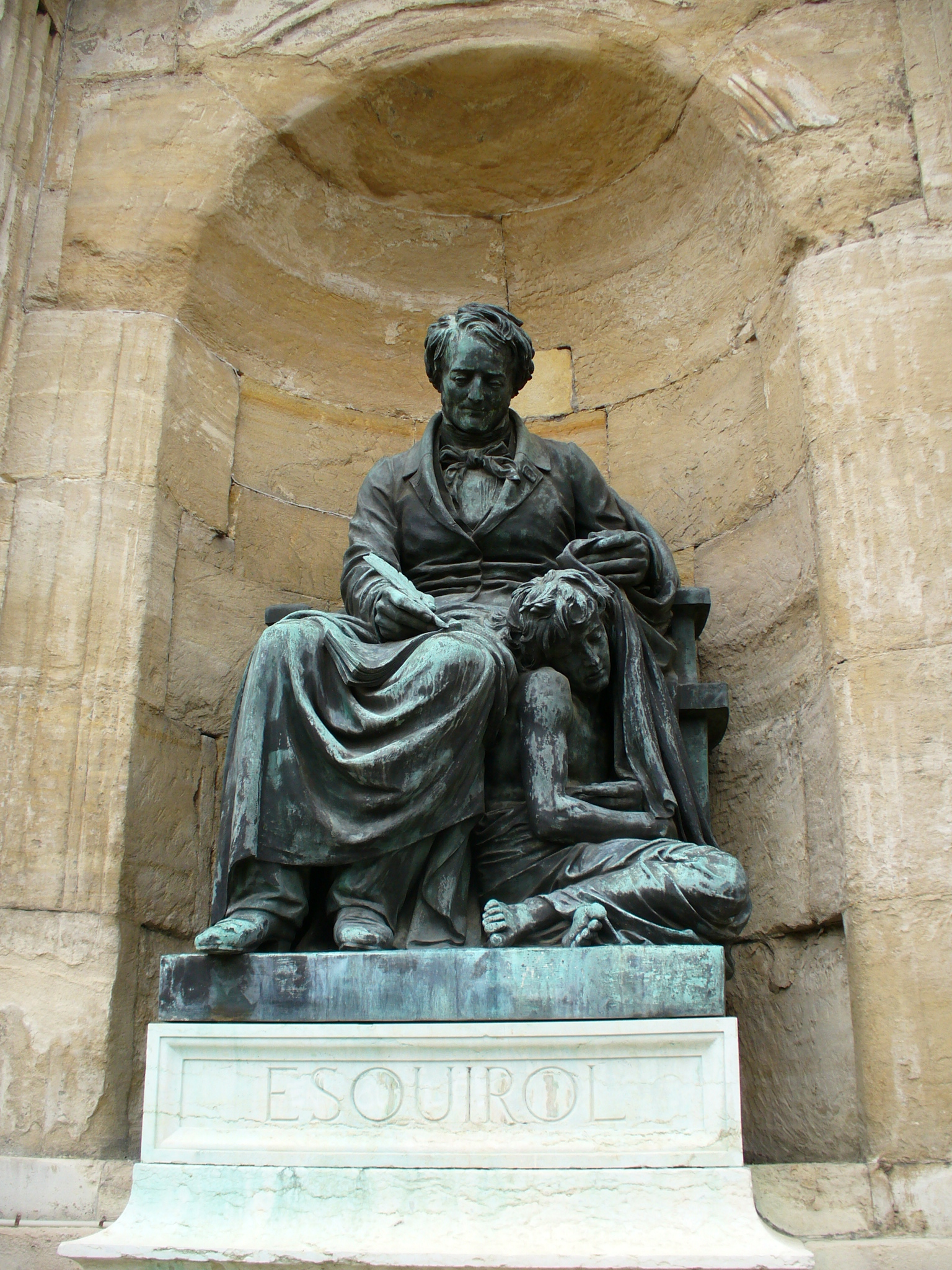
Pomnik Esquirola

Jean-Étienne Dominique Esquirol (ur. 3 lutego 1772 w Tuluzie, zm. 12 grudnia 1840 w Paryżu) – francuski lekarz psychiatra.
Studiował w Tuluzie i Montpellier. Od 1794 pracował jako lekarz wojskowy w Narbonie. W 1799 wyjechał do Paryża i praktykował w klinice Salpêtrière, gdzie był ulubionym uczniem Philippe'a Pinela. W 1823 został generalnym inspektorem Wydziału Medycznego Uniwersytetu Paryskiego, w 1825 prymariuszem Maison des Aliénés. Prowadził też prywatny zakład dla obłąkanych w Charenton-le-Pont.
Esquirol jako jeden z pierwszych wprowadził metody statystyczne do psychiatrii. Kontynuował prace Pinela i rozbudował jego koncepcje nozologiczne. Jako pierwszy przedstawił dokładny opis opóźnienia umysłowego. Wprowadził do psychiatrii termin halucynacji. Był autorem klasycznego podręcznika Des maladies mentales, considérées sous les rapports médical, hygiénique, et médico-légal (1838). Był pionierem humanitarnego traktowania chorych psychicznie i głównym twórcą ustawodawstwa regulującego kwestie opieki psychiatrycznej.

## Prace
- Des passions. Considérées comme causes symptômes et moyen curatifs d'alienation mentale. Paris 1805
  - Reprint. Les Deux Mondes, Paris 1980, ISBN 2-903402-01-9
  - Tłum. niem. Allgemeine und specielle Pathologie und Therapie der Seelenstörungen. Hartmann, Leipzig 1827
- Aliénation mentale des illusions chez les aliénés. Paris 1832
  - Reprint. Kraus, Nendeln 1978
- Des maladies mentales, considérées sous les rapports médical, hygiénique, et médico-légal. Tircher, Paris 1838 
  - Tłum. niem. Die Geisteskrankheiten in Beziehung zur Medizin und Staatsarzneikunde. Voß, Berlin 1838
- Note sur la monomanie-homicide. Ballière, Paris 1830
  - Tłum. niem. Bemerkung über die Mord-Monomanie. Stein, Nürnberg 1831